# Gotovlje
Gotovlje (Duits: Guttendorf) is een plaats in Slovenië en maakt deel uit van de gemeente Žalec in de NUTS-3-regio Savinjska. De plaats telde 1.163 inwoners op 1 januari 2020.

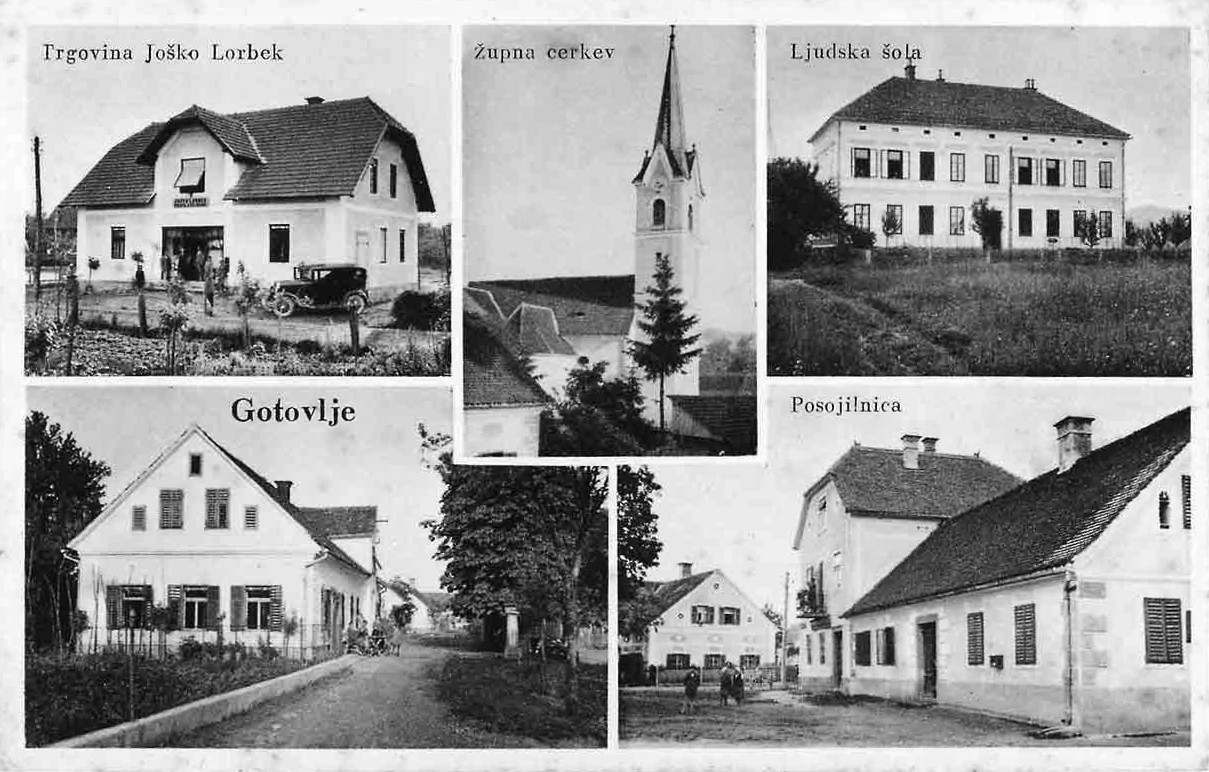
Oude ansichtkaart met dorpsbeeld van Gotovlje